# Estación Villa España
Villa España es una estación ferroviaria ubicada en la localidad homónima, en el partido de Berazategui, Provincia de Buenos Aires, Argentina.

## Servicios
Forma parte de la Línea General Roca, siendo un centro de transferencia intermedio del servicio eléctrico metropolitano que se presta entre las estaciones Constitución y Bosques, Vía Circuito.
Los servicios son prestados por Trenes Argentinos Operadora Ferroviaria.
El 12 de octubre de 2018, se reactivó el tramo circuito Berazategui-Bosques

## Diagrama
| Plataforma Este  |                                                                                 |
| Vía 1            | Trenes a Bosques provenientes de Constitución vía Quilmes (próxima Ranelagh)    |
| Vía 2            | Trenes a Constitución provenientes de Bosques vía Quilmes (próxima Berazategui) |
| Plataforma Oeste |                                                                                 |